# Чардак и на небу и на земљи
„Чардак и на небу и на земљи” је југословенска телевизијска серија снимљена 1978. године у продукцији Телевизије Београд.

## Епизоде
| Сезона | Епизода | Назив                         | Датум             |
| ------ | ------- | ----------------------------- | ----------------- |
| 1      | 1       | Повратак у завичај            | 12.новембра 1978. |
| 1      | 2       | Људи и зечеви                 | 19.новембра 1978. |
| 1      | 3       | Бацач камена с рамена         | 26.новембра 1978. |
| 1      | 4       | Играле се делије              | 3.децембра 1978.  |
| 1      | 5       | Тихо тече река Сава           | 10.децембра 1978. |
| 1      | 6       | Човек у лифту                 | 17.децембра 1978. |
| 1      | 7       | Мангупска посла               | 24.децембра 1978. |
| 1      | 8       | Скокови са четрнаестог спрата | 7. јануара 1979.  |
| 1      | 9       | Народни бал                   | 14. јануара 1979. |

## Улоге
| Глумац                    | Улога                               |
| ------------------------- | ----------------------------------- |
| Велимир Бата Живојиновић  | Радован (9 еп. 1978-1979)           |
| Оливера Марковић          | Руменка (9 еп. 1978-1979)           |
| Милена Дравић             | Катица (9 еп. 1978-1979)            |
| Љиљана Лашић              | Георгина (9 еп. 1978-1979)          |
| Раде Марковић             | Станислав (9 еп. 1978-1979)         |
| Драган Николић            | Јеленче (9 еп. 1978-1979)           |
| Љубица Ковић              | другарица Зецовић (7 еп. 1978-1979) |
| Никола Милић              | Друг Зецовић (7 еп. 1978-1979)      |
| Бранислав Цига Јеринић    | Ловац (6 еп. 1978-1979)             |
| Бора Тодоровић            | Мишковић (6 еп. 1978-1979)          |
| Никола Симић              | Психијатар у моди (5 еп. 1978-1979) |
| Слободан Алигрудић        | (3 еп. 1978)                        |
| Марија Милутиновић        | (2 еп. 1978)                        |
| Иван Бекјарев             | (1 еп. 1978)                        |
| Бранислав Дамњановић      | (1 еп. 1978)                        |
| Радмила Гутеша            | (1 еп. 1978)                        |
| Раде Марјановић           | (1 еп. 1978)                        |
| Бранислав Цига Миленковић | (1 еп. 1978)                        |
| Ратко Милетић             | (1 еп. 1978)                        |
| Зоран Миљковић            | (1 еп. 1978)                        |
| Михајло Бата Паскаљевић   | (1 еп. 1978)                        |
| Растко Тадић              | (1 еп. 1978)                        |
| Мило Мирановић            | (1 еп. 1979)                        |

Комплетна ТВ екипа ▼
| Редитељ              | Дејан Ћорковић          | (9 еп. 1978—1979) |
| Сценариста           | Душан Ковачевић         | (9 еп. 1978—1979) |
| Композитор           | Војислав Костић         | (9 еп. 1978—1979) |
| Директор фотографије | Александар Радосављевић | (9 еп. 1978—1979) |
| Сценограф            | Владислав Лалицки       | (9 еп. 1978—1979) |
| Костимограф          | Јелисавета Гобецки      | (9 еп. 1978—1979) |

## Занимљивости
- Серија није сачувана у архиви РТС јер је искоришћен материјал серије за преснимавање и чување сахране Тита 1980 године.
- Сачуване су само одјавна и најавна шпица серије.